# Porta de aço
Porta de aço alvo de pichação
A expressão porta de aço faz referência a diversos tipos de portas metálicas retráteis, frequentemente utilizadas em estabelecimentos comerciais, garagens etc. Apesar do nome, por vezes são fabricadas utilizando alumínio ou até mesmo algum derivado de PVC.
No Brasil são conhecidas também como porta ou portão de enrolar. Sendo fabricadas em duas versões: automatizadas e manuais.
Automatizadas: até 16m de largura e 11m de altura;
Manuais: até 3m de largura e 4m de altura;

### As portas de enrolar apresentam as seguintes características:[2]
- Materiais de Alta Qualidade: Fabricadas com aço ou alumínio, garantindo resistência e durabilidade.
- Operação Suave: Os mecanismos de enrolamento são projetados para uma operação eficiente e sem esforço.
- Personalização: Existem opções de personalização para atender a diferentes requisitos de design e funcionalidade.
- Facilidade de Instalação: Desenvolvidas para uma instalação rápida e simples, com possibilidade de automatização.

##### Além disso, as portas de enrolar oferecem benefícios como:
- Economia de Espaço: Ideal para ambientes com espaço limitado, pois se enrolam verticalmente.
- Segurança Reforçada: A construção em aço ou alumínio proporciona maior proteção contra invasões.
- Durabilidade e Resistência: Materiais resistentes garantem uma longa vida útil com necessidade mínima de manutenção.
- Versatilidade: Podem ser personalizadas em termos de tamanho, cor e mecanismo de operação (manual ou automático).
- Isolamento: Alguns modelos oferecem opções de isolamento térmico e acústico, melhorando o conforto no ambiente interno.